# 大石直久
大石 直久（おおいし なおひさ）は、安土桃山時代の武将。後北条氏の家臣。武蔵国柏の城主。

## 略歴
大石定仲の長男として誕生。
天正9年（1581年）、北条氏政の命により、駿河国獅子浜城代となる(｢新編武蔵風土記稿｣｢北条五代記｣)。天正11年3月、小田原征伐に際し獅子浜城を守備するが、小田原城開城後、獅子浜城は廃城となった。